# Koninkrijk Murcia

Het koninkrijk Murcia was voorheen de taifa Murcia en werd in 1266 door een alliantie van het koninkrijk Castilië en het koninkrijk Aragon veroverd. Nadien werd het een onderdeel van de Kroon van Castilië met als koning Alfons X van Castilië.
In 1833 schafte minister van Binnenlandse Zaken Javier de Burgos het systeem van onafhankelijke koninkrijken af en herschikte Spanje in 52 provincies met een sterk centraal gezag.
Het koninkrijk Murcia komt grotendeels overeen met de regio Murcia, plus delen van Albacete, Alicante en Jaén.